# Сидоров Валентин Михайлович
Валентин Михайлович Сидоров (5 травня 1928, Тверська губернія, СРСР — 9 січня 2021) — радянський та російський художник. Народний художник СРСР (1988).